# チョウノスケソウ属
チョウノスケソウ属（―ぞく、Dryas）は、バラ科の1属である。ドリアス、ドライアスともいう。
多年生の草本である。極地や高山の寒冷地に生息する。
学名は、ギリシャ神話に登場するニュンペー、ドリュアスにちなみリンネが命名した。

## 種
3種と1雑種が属する。
- Dryas drummondii キバナチョウノスケソウ Drummond’s Avens - 北米産
- Dryas integrifolia マキバチョウノスケソウ Entire‐leaved Avens - 北米産
- Dryas octopetala チョウノスケソウ Mountain Avens
- Dryas × suendermannii – D. drummondii × D. octopetala

## ドリアス期
チョウノスケソウの花粉は氷期の指標となっており、最終氷期末期の寒冷期は、チョウノスケソウ属（ドリアス）にちなみオールダードリアスとヤンガードリアスと名づけられている。